# Панчмахал
Панчмахал (гудж. પંચમહાલ જિલ્લો; англ. Panchmahal) — округ в индийском штате Гуджарат. Образован в 1861 году. Административный центр — город Годхра. Площадь округа — 5219 км². По данным всеиндийской переписи 2001 года население округа составляло 2 025 277 человек. Уровень грамотности взрослого населения составлял 60,92 %, что немного выше среднеиндийского уровня (59,5 %). Доля городского населения составляла 12,51 %.